# Buckauer Straße

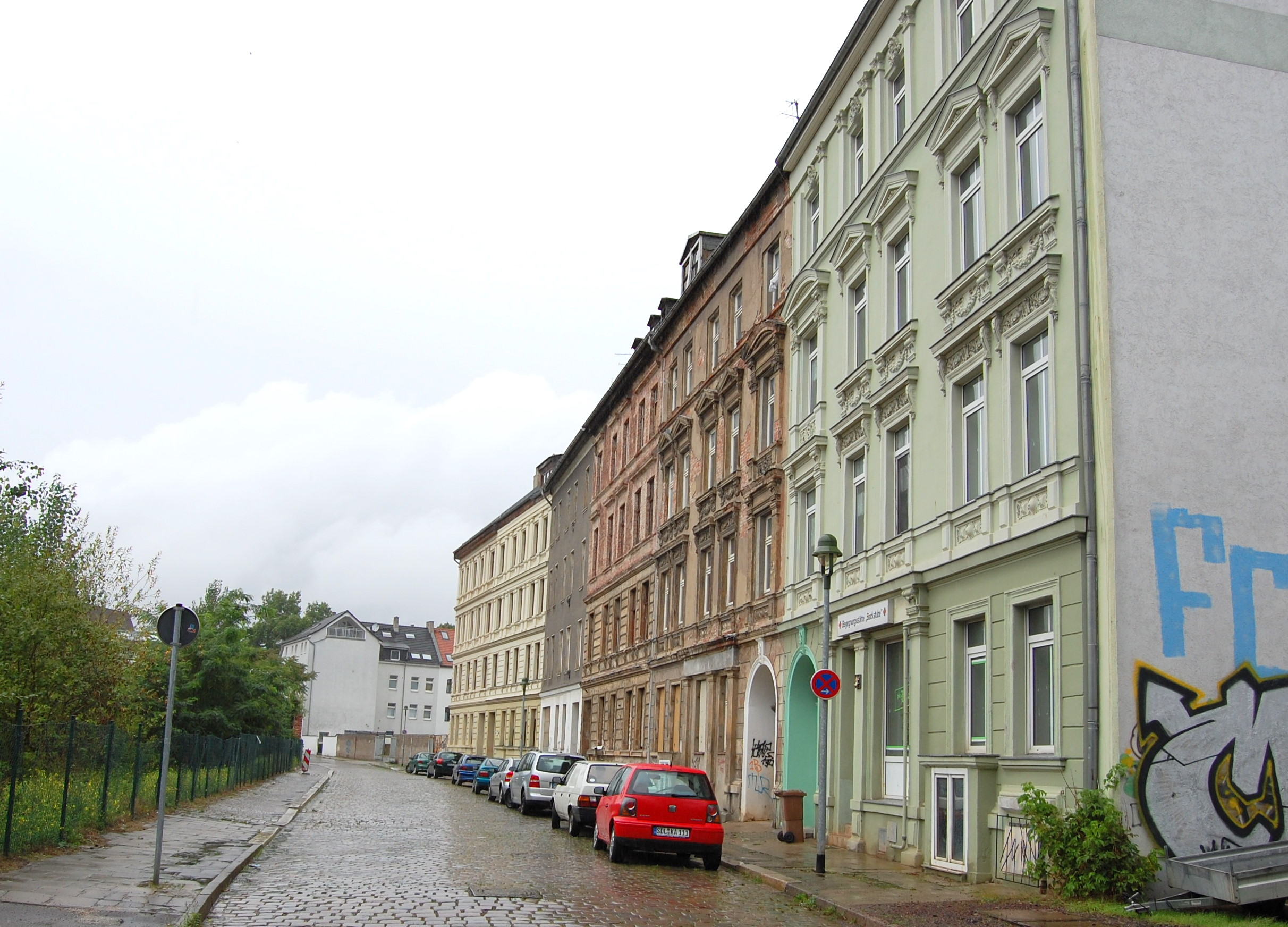
Buckauer Straße, Blick von Osten

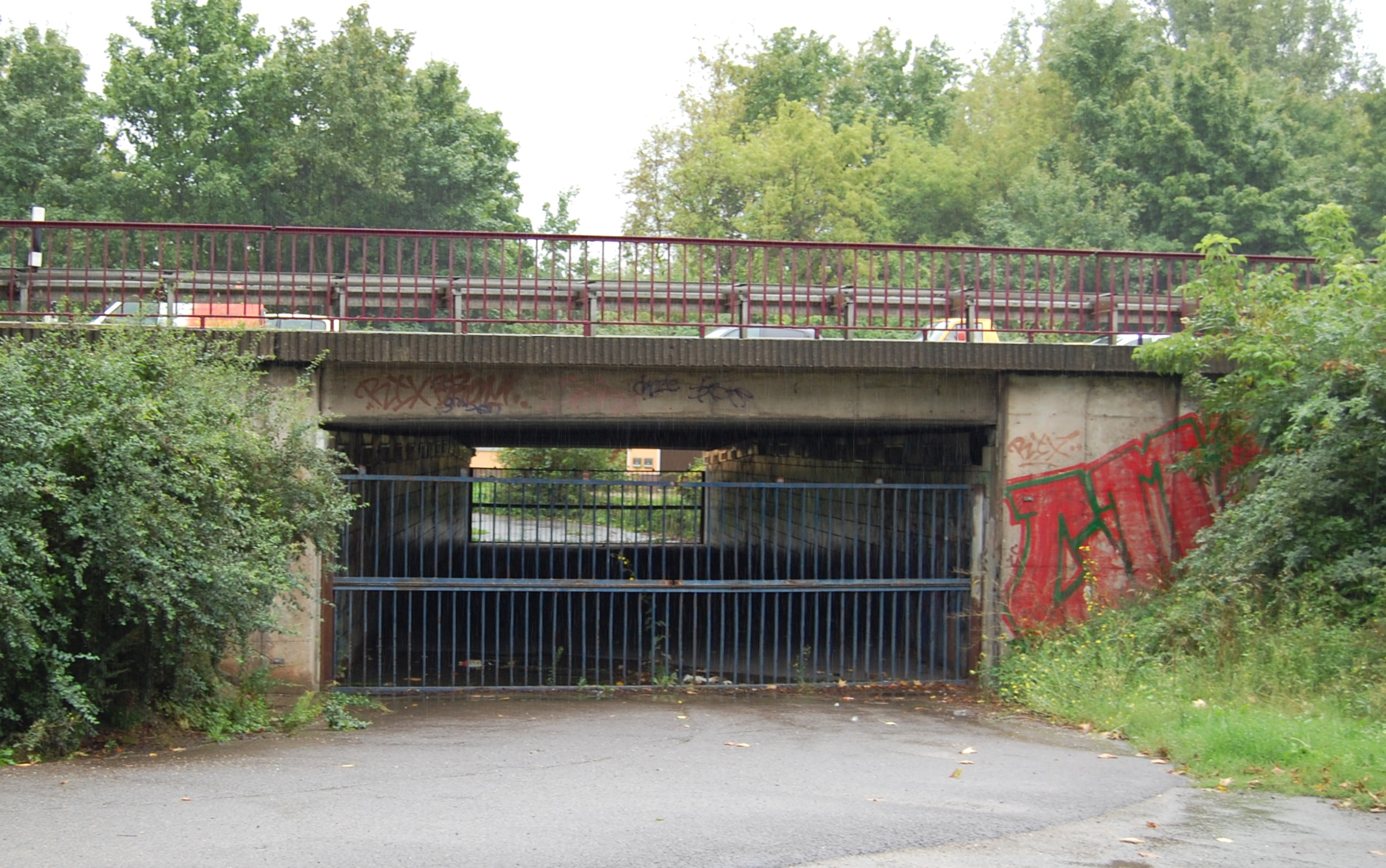
Unterführung unter dem Magdeburger Ring am Ostende der Buckauer Straße

Die Buckauer Straße ist eine Straße im Magdeburger Stadtteil Sudenburg.

## Lage
Die heute für motorisierte Fahrzeuge als Sackgasse ausgewiesene Straße zweigt östlich von der Halberstädter Straße, die Sudenburg als Hauptstraße durchzieht, gegenüber der Jordanstraße in Richtung Magdeburger Ring ab. Am östlichen Ende befindet sich eine für Fußgänger und Radfahrer vorgesehene Unterführung, die jedoch gesperrt ist. Am Ostende kreuzt die Straße die Klinke. Über einen Weg durch eine parkartige Fläche parallel zum Magdeburger Ring und der Klinke erreicht man zu Fuß oder mit dem Rad die Kreuzung am Südring.

## Geschichte
Vor der Errichtung des Magdeburger Rings als Stadtautobahn im Jahre 1973 war die Buckauer Straße als Verbindungsstraße von der Halberstädter Straße zur Ackerstraße in Richtung Fuchsberg eine vielbefahrene Straße. Da die Straße in die Richtung Buckau führte, dürfte sich so der Straßenname ergeben haben. Durch sie gingen auch die Stahlprofiltransporte vom Sudenburger Bahnhof zum Schraubenwerk in der Ackerstraße bzw. zum Lagerplatz auf dem Fuchsberg. Bis in die 1960er Jahre wurde die Straßenbeleuchtung mit Gaslaternen betrieben. Folglich wurden in den Abendstunden die Laternen von einem „Gaslaternenanmacher“ gezündet und in den Morgenstunden wieder gelöscht. Namentlich ist noch Herr Raddack bekannt. Ende der 1960er Jahre erfolgte die Elektrifizierung der Straßenbeleuchtung.
Noch heute prägt das Kopfsteinpflaster das Bild. In der Buckauer Straße befanden sich diverse Läden, wie ein Milchladen, eine Fleischerei, zwei Bäcker (u. a. Familie Möschner), ein Lebensmittelwarenladen (Frau Rienecker) und ein Konsum. Weiterhin gab es eine Heißmangel, einen Schuster und in der Hausnummer 15 (ehemalige Besitzerin Amanda Glöckner) eine kleine Kneipe mit dem Namen „Zum kleinen Sudenburger“ (betrieben von Frau Ruth Reinecke und teilweise deren Mutter Frau Tempelhoff). Einzelne Häuser hatten bis zu zwei Hinterhöfe. Die Straße blieb von der Bombardierung der Stadt Magdeburg am 16. Januar 1945 verschont, so dass heute die alte Bausubstanz in Teilen immer noch erhalten ist.
Auf dem Hinterhof mit der Hausnummer 17 konnte man bis zum Abriss des Gebäudes eine Schlosserei und einen orthopädischen Schuhmacher finden. Die Wohnhäuser 18 und 19 bildeten den Abschluss der Wohnzeile in südwestlicher Richtung. Weitergehend waren diverse gewerbliche Backsteinbauten zu finden, die dann aber zum Ende des 20. Jahrhunderts abgerissen wurden. Größtenteils gehörten die gewerblichen Bauten zu einer ehemaligen Pkw-Reparaturwerkstatt, mit dem zu DDR-Zeiten in Magdeburg bekannten Namen „Trabant-Truhe“.

## Denkmalgeschützte Gebäude
Unter Denkmalschutz gestellt sind die Wohnhäuser Buckauer Straße 4, 5, Buckauer Straße 7, 8 und 9.

### Buckauer Straße 4, 5
Das viergeschossige Wohnhaus entstand etwa 1880. Die verputzte Fassade wirkt klassizistisch. Während die unteren Geschosse eine Rustizierung aufweisen, besteht in den oberen Geschossen eine Pilastergliederung. Das Gebäude wurde Anfang des 21. Jahrhunderts saniert.
Bis in die 1960er Jahre hinein hatten die Wohnungen zum Teil noch keine Innentoiletten. Die Toilettenanlagen befanden sich hinter dem Haus und verfügten nicht über einen Wasseranschluss.

### Buckauer Straße 7
1883 errichtete der Maurermeister A. Paul dieses viergeschossige, verputzte Gebäude. Die Fassade ist spätklassizistischer Gestaltung. Auch hier besteht in den unteren Geschossen eine Rustizierung. An den oberen Geschossen ist eine konsolengestützte Fensterverdachung vorhanden.

### Buckauer Straße 8 und 9
Die Gebäude mit der Hausnummer 8 und 9 entstand etwa 1880 und sind ebenfalls viergeschossig. Die verputzten Fassaden sind reich verziert und zueinander spiegelsymmetrisch. Dicht an der Stelle, an der die Häuser aneinander stoßen, befindet sich jeweils eine rundbogige Tordurchfahrt, die auf die Innenhöfe führt. Im Stil des Neobarock ist in den Fensterbrüstungen Stuckdekor angebracht, in den Obergeschossen verfügen die Fenster über Bedachungen in Form von Segment- bzw. Spitzbögen. Im Erdgeschoss weist die Fassade eine Putzquaderung auf.